# Арнаути (Зеница)
Арнаути је насељено мјесто у Босни и Херцеговини, у општини Зеница, које административно припада Федерацији Босне и Херцеговине. Према попису становништва из 2013. у насељу је живјело 1.053 становника.

## Становништво
| Националност       | 1991.          | 1981.        | 1971.        |
| Муслимани          | 1.042 (98,20%) | 542 (93,28%) | 465 (98,93%) |
| Срби               | 7 (0,65%)      | 6 (1,03%)    | 2 (0,42%)    |
| Хрвати             | 1 (0,09%)      | 0            | 0            |
| Југословени        | 8 (0,75%)      | 18 (3,09%)   | 3 (0,63%)    |
| остали и непознато | 3 (0,28%)      | 15 (2,58%)   | 0            |
| Укупно             | 1.061          | 581          | 470          |